# Boshruyeh
Boshrūyeh, (farsi, بشرويه) è il capoluogo dello shahrestān di Boshruyeh, circoscrizione Centrale, nella provincia del Khorasan meridionale. Aveva, nel 2006, una popolazione di 13.778 abitanti.
La città si trova al limitare del deserto Dasht-e Kavir e l'economia locale è basata sull'agricoltura: cotone, grano, orzo, zafferano, cumino, pistacchi, meloni e angurie. L'irrigazione dipende dall'estrazione dell'acqua, ad alto tasso salino, da riserve sotterranee.